# Ouse (Yorkshire)
De Ouse is een rivier in het Engelse graafschap Yorkshire. De Ouse is een voortzetting van de Ure. De gecombineerde lengte van deze twee rivieren bedraagt zo'n 208 kilometer, waarmee het de op vijf na langste rivier van het Verenigd Koninkrijk is. De lengte van de Ouse zelf bedraagt slechts 84 kilometer maar samen met de Ure is het de langste rivier die door maar een county stroomt.
De rivier zet zich voort als Ouse op het punt dat de Ure en de veel kleinere Ouse Gill Beck samenkomen. Na een lang tracé bereikt de rivier vervolgens de plaats Goole om samen te vloeien met de Trent en zo het Humber estuarium te vormen om uiteindelijk na een kilometer of tien in de Noordzee uit te monden.
Aangezien de bron van de Ouse (samenvloeiing Ure en Ouse Gill Beck) op een hoogte van 10 meter ligt, en de monding op een hoogte van 0 meter, bedraagt het verval 10 meter. Echter, aangezien de Ure geldt als bovenloop en haar bron op een hoogte van 640 meter is gelegen, bedraagt het totale verval 640 meter. Daarnaast voert de Ouse bij Skelton zo'n 51 kubieke meter per seconde af, heeft het stroomgebied een oppervlakte van 3.315 vierkante kilometer, en bedraagt de lengte 84 kilometer.
De Derwent, Aire, Don, Wharfe, Rother, Nidd, Swale en de Foss zijn de belangrijkste zijrivieren.
Aangezien de Ouse soms onvoorspelbaar overstromingsgedrag vertoont, zijn er in de omgeving van York in de loop der jaren uiterwaarden aangelegd om overstromingen zoals die in Selby en York zelf opnieuw te voorkomen. Aangezien er in de middeleeuwse binnenstad van York geen uiterwaarden kunnen worden aangelegd, heeft men hier bij tijd en wijle te maken met wateroverlast.

## Etymologie
De oorsprong van de naam "Ouse" is onbekend. De naam werd voor het eerst opgenomen in ongeveer 780 als Usa. Er wordt gespeculeerd dat de naam van Brythonisch-Keltische oorsprong is, uit een verondersteld woord udso-, verondersteld te worden afgeleid van de Indo-Europese wortel wed-, wat "water" betekent. Andere bronnen geven de voorkeur echter aan Proto-Keltische oorsprong.
Er is gesuggereerd dat de Ouse ooit bekend stond als de 'Ure', maar er lijkt geen bewijsmateriaal voor deze claim. De suggestie dat de naam is afgeleid van de Keltische naam van de Ure, aangenomen dat Isurā van de Romeinse naam voor Aldborough, en na verloop van tijd uitgegroeid tot Isis en ten slotte het Saksische Ouse, zouden sommige weg te gaan om uit te leggen hoe de kleine zijrivier Ouse Gill Beck zich eigent aan de naam van de veel grotere rivier Ure. Maar de vorm Ouse is weinig veranderd uit de achtste eeuw.

## Bron van de Ouse
Tegenwoordig geldt de samenvloeiing van de twee bronrivieren de Ure en de Ouse Gill Beck als officiële bron van de Ouse, maar vroeger was dat die van de Ouse Gill Beck, alhoewel het qua lengte en debiet niet de grootste bronrivier is. Deze bij Great Ouseburn gelegen bron wordt tegenwoordig nog steeds beschouwd als "traditionele bron", en is gemarkeerd met een stenen kolom waar op staat: "OUSE RIVER HEAD... OUSEGILL SPRING Ft. YORK 13miles BOROUGHBRIDGE 4miles". De Ouse Gill Beck, het riviertje dat ontstaat uit deze bron, stond in vroegere tijden ook wel bekend als Usekeld Beck, wat "Bron van de Ouse" betekent (afkomstig van het Oudnoorse kelda "bron"). In de praktijk geldt echter de bron van de Ure, de Ure Head, 121 kilometer noordwestelijker gelegen, als officiële bron. Enkel wat stenen rondom deze bron herinneren eraan dat hier vroeger een soort watertoren stond. Water kon zich in de toren verzamelen en zo via een opening uit de toren stromen. Deze in de facto officiële bron van de Ouse bevindt zich op de coördinaten 21′ 59.97″ N, 2° 18′ 0.03″ W, gelegen bij Aisgill, in de buurt van Kendal.

## Verloop

### Ure

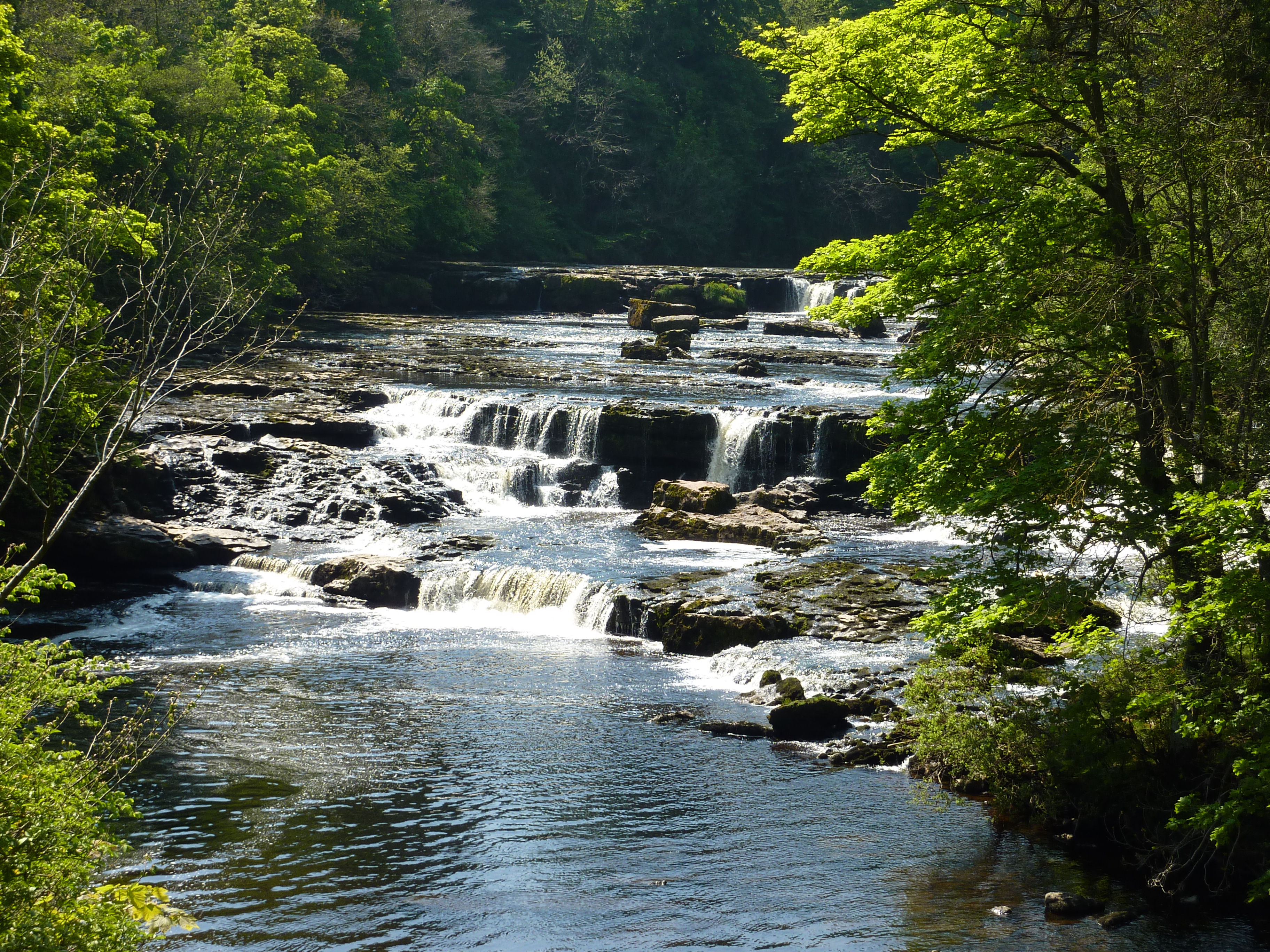
De Aysgarth-watervallen

De Ure is een van de twee bronrivieren van de Ouse, en is ook meteen als het gaat om zowel debiet en lengte de grootste van de twee. De Ure begint in de buurt van Aisgill, vlak bij de waterscheiding met de Eden, die zelf zich niet eens 100 meter ten noordwesten van de bron bevindt. Vervolgens stroomt de hier "Ure" geheten Ouse als een bergbeekje verder en vormt kort na haar oorsprong een klein dalletje, dat vanuit de wijde omgeving al redelijk opvallend is. Ondertussen neemt de Ouse diverse beekje's op, waardoor hij na een kilometer of tien al een redelijk groot debiet voor tot nu toe zo'n korte lengte heeft. De rivier meanderd nog steeds rustig door het natuurrijke, maar agrarische landschap. Hier wordt hij vooral voor economische bezigheden zoals landbouw gebruikt. Vervolgens bereikt hij de plaats Aysgarth waar hij de befaamde Aysgarth-watervallen passeerd, die jaarlijks vele toeristen aantrekt. In dit gedeelte van haar tracé heeft ze door erosie hier ook een klein doorbraakdal gevormd, waardoor de Aysgarth-watervallen ook zijn ontstaan. Maar langzamerhand verbreed haar rivierdal zich hier weer meer en bereikt achtereenvolgens de plaatsen Redmire, Wensley, Leyburn, Middleham en Masham om, weer voor een klein deel een doorbraakdal te doorkruizen. Maar kort hierna bereikt hij ook de grotere plaatsen Ripon en Boroughbridge om bij de laatst opgenoemde plaats samen te komen met de Ouse Gill Beck en zo het officiële begin van de Ouse te vormen.

### Ouse Gill Beck

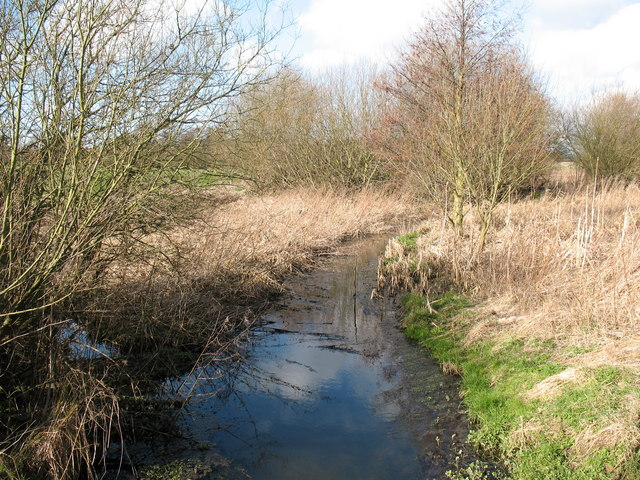
De Ouse Gill Beck tussen Great Ouseburn en Little Ouseburn

De Ouse Gill Beck is een van de twee bronrivieren van de Ouse, en haar bron wordt ook wel gezien als de "traditionele" bron van de Ouse, alhoewel de Ure veel groter is dan de Ouse Gill Beck. De rivier begint in de buurt van Great Ouseburn. Aangezien haar bron gezien wordt als "traditionele bron van de Ouse" is deze bron ook versierd met een plaquette die luidt: "OUSE RIVER HEAD... OUSEGILL SPRING Ft. YORK 13miles BOROUGHBRIDGE 4miles". Vervolgens zet de uit de bron komende Ouse Gill Beck zich echt voort als een klein beekje, alstromend door het heuvelachtige landschap. Kort hierna begint ze Great Ouseburn zelf te bereiken, waar ze onopvallend door de nabijgelegen akkertjes stroomt. Daarna stroomt ze eventjes langs de befaamde Kerk van St Mary the Virgin en verdwijnt daarna weer onopvallend tussen de bosjes. Ze bereikt ondertussen een meertje genaamd "The Lake" en verlaat het meertje ook weer om daarna samen te vloeien met de Ure om zo de Ouse te vormen.

### Ouse

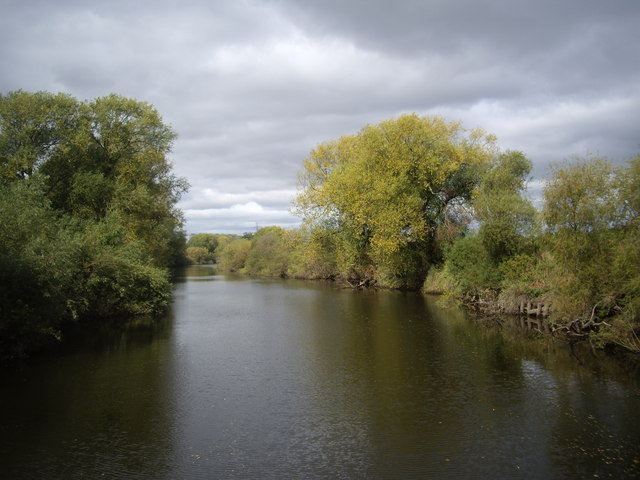
De Ouse

Eenmaal voortgezet als "Ouse" bij Linton-on-Ouse, begint hij al snel York te bereiken. Hij komt binnen in de wijk The Rise en het zelfstandige dorp Rawcliffe, waar er uiterwaarden zijn gerealiseerd om te voorkomen dat de stad tijdens hevige regenbuien onder water loopt. In de middeleeuwse binnenstad van York zijn er echter geen uiterwaarden aangelegd, waardoor de binnenstad regelmatig onder water loopt. Op het punt dat de Ouse de stad verlaat, zijn de uiterwaarden weer breder en heeft de rivier weer meer ruimte. In dit gedeelte van de Ouse wordt de rivier vooral gebruikt voor recreatie. Zo zijn er diverse strandjes en plezierhaventjes gelegen aan de rivier. En vanaf Naburn is er getij waarneembaar. De Ouse stroomt weer verder, en de uiterwaarden worden steeds breder en de dijken komen steeds verder van de rivier te liggen, maar voorbij Selby is het precies tegenovergesteld, waardoor de achterdijkse gebieden kwetsbaarder zijn. Uiteindelijk komt de Aire, de belangrijkste zijrivier de Ouse tegemoet. Vanaf dit punt begint de rivier zich flink te verbreden, waardoor het een klein estuarium is geworden. De Ouse begint langzamerhand Goole te bereiken. Hier is al een licht-brakke smaak in het water waarneembaar. Kort na het verlaten van Goole vloeit de Ouse samen met de Trent om de Humber, een nog groter estuarium te vormen. De Humber stroomt achtereenvolgens langs de plaatsen Brough, Barton-upon-Humber, Hessle, Kingston upon Hull en Grimsby om bij de laatste in de Noordzee uit te monden.

## Scheepvaart en Economie

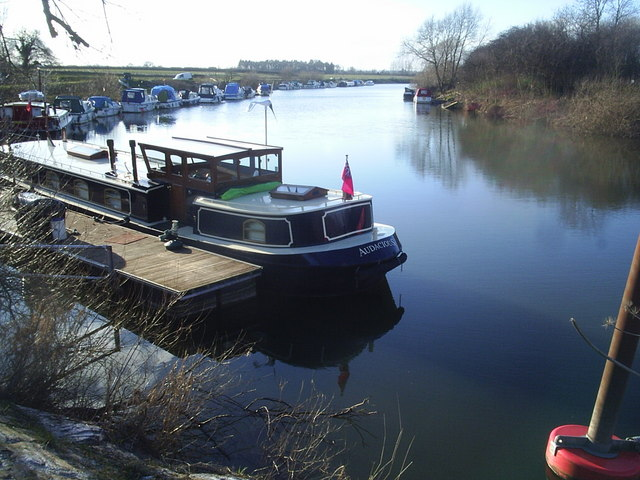
Schepen aan de Ouse

De Ouse is van groot belang voor de scheepvaart en voor de havens aan de rivier. Dit gaat onder andere om de havens van York en Goole. Ook is de rivier over haar gehele lengte bevaarbaar, afhankelijk van welk type schip. Zo kunnen zeeschepen niet verder varen dan Goole, en spitsen niet verder dan York. Alleen voor kleinere vaartuigen is de rivier geheel bevaarbaar. De goede bevaarbaarheid komt door de aanleg van de vele sluizen, die ervoor zorgen dat dat de bovenstrooms gelegen plaatsen bereikbaar zijn voor schepen. Dit heeft er ook voor gezorgd dat de Ure, de in de facto officiële bovenloop ook voor een deel (21 kilometer) bevaarbaar is. De welvaart aan de rivier speelt zich al eeuwen lang af. Zo zijn vele sluizen (Engels: locks) die op de rivier zijn gelegen ook al redelijk oud, waardoor de havens van York en Goole al heel lang de titel als havenstad hebben. Daarnaast wordt in het Wensleydale, het dal van de Ure de gelijknamige kaas geproduceerd.
- Library of Congress Control Number: nb2009000467
- Virtual International Authority File: 132787189